# 桂桂寿
桂 桂寿（かつら けいじゅ、文政2年〈1819年〉（逆算） - 慶応3年6月26日〈1867年7月27日〉）は、江戸時代後期の落語家。本名∶渡邊 平三郎。江戸四代目桂文治であった。

## 経歴
父は徳川将軍家の伊賀組鉄砲組の渡邊平五郎で、その三男に生まれる。兄に音曲師の都川歌丸がいた。
1837年7月、浮かれ節・胡弓・虫の音の名人といわれた司馬齋次郎の門下に入り、司馬才賀の名で噺家となる。
1841年、江戸3代目桂文治の養子となり、4代目を襲名。
1861年、初席にて江戸3代目文治門下の2代目桂文楽に5代目を譲り、自らは2世桂大和大掾に改名。晩年には桂桂寿を名乗ったとされる。

## 人物
芝居噺や人情噺を得意とした。

## 弟子
- 2代目桂才賀
- 3代目喜久亭寿楽
- 4代目翁家さん馬
- 桂文蝶（音曲）
- つるのや亀寿

## 家族
- 長男が6代目文治。
- 次男が『文之助系図』（『古今落語家系統表』『古今落語図一覧表』）を書き残した4代目桂文之助。
- 実兄は初代都々逸坊扇歌の門下の都川歌丸と言い、2代目扇歌を妻とした。